# John Augustus Roebling

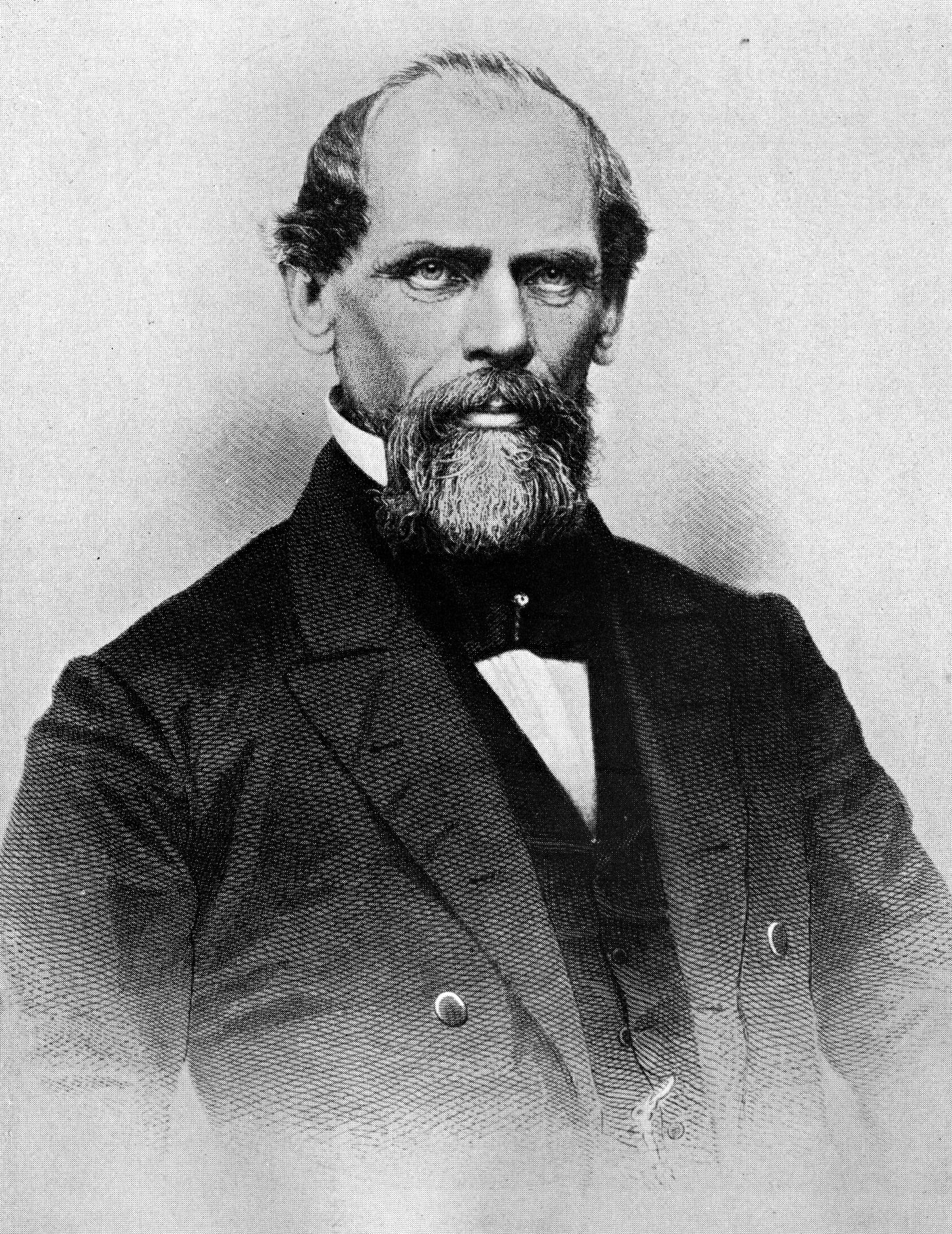
John A. Roebling (Porträt von Franz Krüger, 1855)

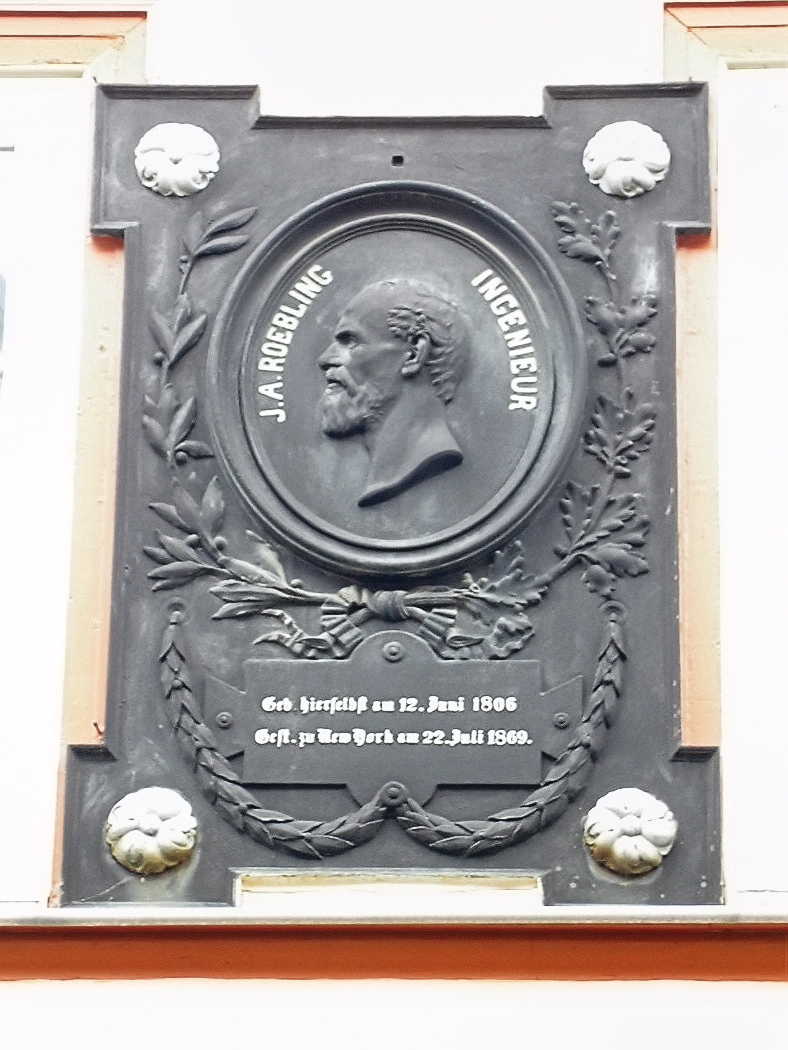
Gedenktafel an Roeblings Geburtshaus in Mühlhausen

John Augustus Roebling (ursprünglich Johann August Röbling; * 12. Juni 1806 in Mühlhausen in Thüringen; † 22. Juli 1869 in New York City) war ein deutsch-amerikanischer Ingenieur und Brückenbauer. Weltbekannt wurde er als Konstrukteur der Brooklyn Bridge in New York. Am 30. September 1837 erhielt er die Einbürgerungsurkunde der USA und nannte sich von da an John A. Roebling.

## Leben
Johann August Röbling wurde in der thüringischen Stadt Mühlhausen, die damals zum Königreich Preußen gehörte, als fünftes Kind von Friederike Therese Röbling und dem Tabakhändler Christoph Polykarpus Röbling geboren. Er besuchte in Mühlhausen das Gymnasium, das er wegen schlechter Zensuren in Religion und Latein verlassen musste. Am renommierten Privat-Pädagogium des Mathematikers Ephraim Salomon Unger in Erfurt setzte er seine Ausbildung fort. 1824 immatrikulierte sich Johann August Röbling in Berlin an der Königlichen Bauakademie und studierte dort Architektur, Tief- und Brückenbau, Deichbau, Hydraulik und Maschinenbau. In Vorlesungen von Johann Friedrich Wilhelm Dietlein (1787–1837) erfuhr er von den ersten Hängebrücken, die damals gerade in Bayern, der Pfalz und Westfalen entstanden waren und die er unverzüglich inspizierte. An der Berliner Universität hörte er auch Philosophie bei Hegel. Es gibt keinen Hinweis darauf, dass Röbling die aufwendige Prüfung zum Baumeister und Ingenieur ablegte. Er arbeitete anfangs als „Baukondukteur“ in Westfalen und wohnte in Eslohe, wo er bereits 1828 erste Pläne für Hängebrücken über Ruhr und Lenne entwickelte, die aber nicht verwirklicht wurden. Auf seine Pläne für eine Kettenbrücke in Freienohl griff aber der Architekt A. Bruns zurück, der im Auftrage des Grafen von Westphalen 1839 eine Fußgängerbrücke bei Schloss Laer baute.

### Auswanderung
Im Mai 1831 wanderte Johann August Röbling zusammen mit seinem Bruder Karl, dem Utopisten Johann Adolphus Etzler und weiteren Bürgern Mühlhausens über Bremen nach Amerika aus. Nach der Ankunft in Pittsburgh spaltete sich die Gruppe auf: Der kleinere Teil um Etzler zog weiter nach Westen. Der größere Teil um Röbling kaufte gemeinsam mit einigen anderen Auswanderern am 28. Oktober 1831 in Butler County Pennsylvania 6,4 km² Land und gründete dort die Siedlung Germania, die später in Saxonburg umbenannt wurde. Zunächst betrieb Röbling Landwirtschaft. Im Mai 1836 heiratete er die ebenfalls aus Mühlhausen stammende Johanna Herting und wurde 1837 Vater des Sohns Washington, des ältesten von später insgesamt neun Kindern. Im selben Jahr wurde Röbling amerikanischer Staatsbürger.
Nachdem sein Bruder Karl gestorben war, begann John Augustus Roebling, als Ingenieur beim Bau von Kanälen und Wasserwegen zu arbeiten. Er verbrachte drei Jahre damit, für den Staat Pennsylvania Eisenbahntrassen über die Appalachen zu vermessen. 1841 entwickelte er in seiner Werkstatt in Saxonburg das Drahtseil weiter, das die Grundlage für seinen wirtschaftlichen Erfolg und für seine späteren Brückenbauten wurde.

### Erste Brückenbauten

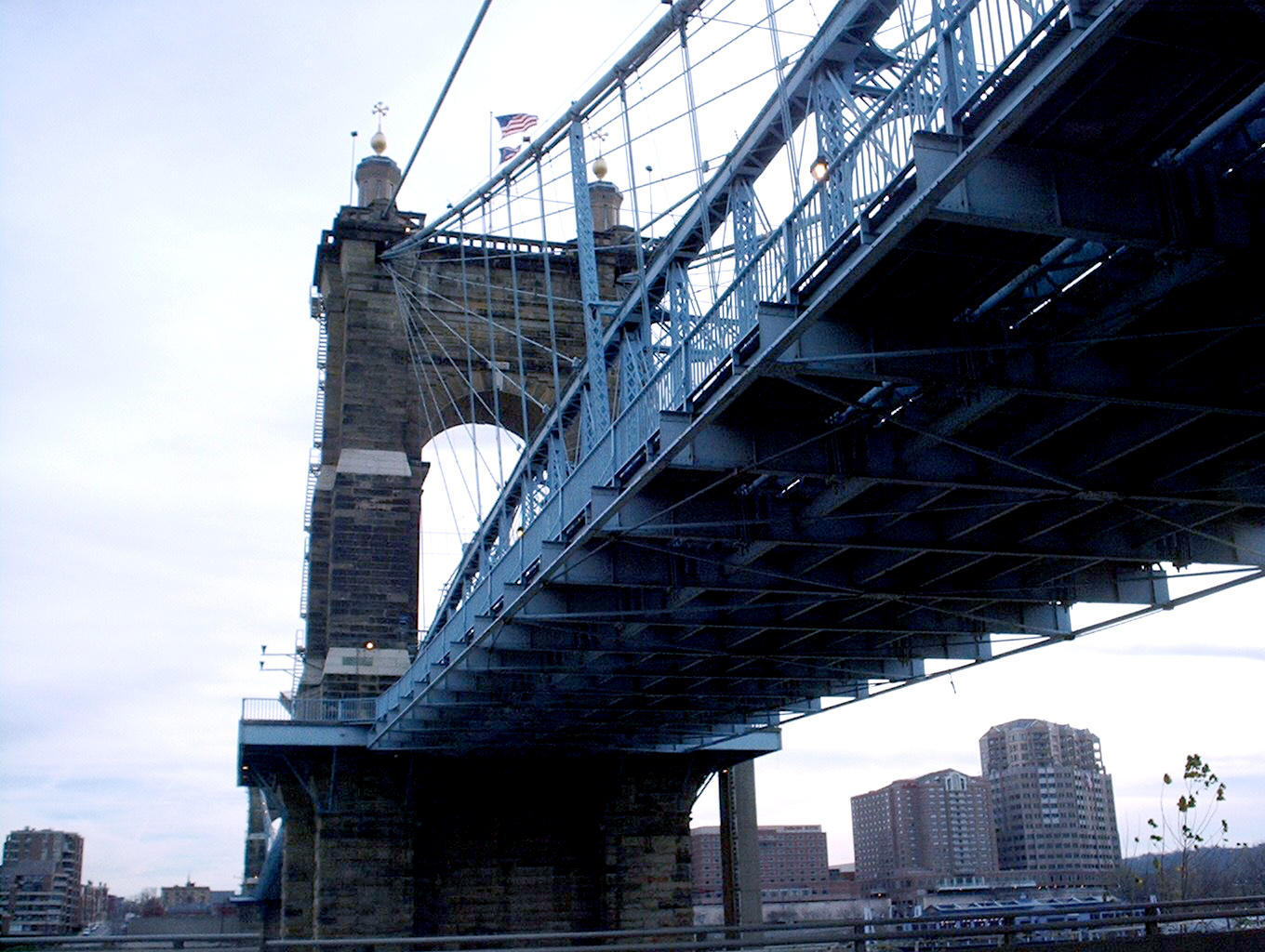
John A. Roebling Suspension Bridge in Cincinnati (1866)

1844 gewann Roebling die Ausschreibung für das Allegheny-Aquädukt, eine Kanalbrücke, die den Pennsylvania Canal über den Allegheny River in das Zentrum von Pittsburgh führen und eine ältere Holzkonstruktion ersetzen sollte. Sie bestand aus einem ca. 300 m langen hölzernen Trog für das Wasser, der von je einem durchlaufenden, über sieben Pylone geführten Kabel an beiden Seiten getragen wurde.
1845 folgte der Bau der Smithfield-Street-Hängebrücke über den Monongahela River in Pittsburgh und 1848 entwarf er zwei weitere Aquädukte als Hängebrücke über den Delaware and Hudson Canal (s. Delaware and Hudson Railway). Während dieser Zeit zog er nach Trenton (New Jersey) um.
Sein nächstes Projekt war die Niagara Falls Suspension Bridge, eine Eisenbahn- und Straßenbrücke, deren Bau er 1851 für die New York Central Railroad und die Great Western Railway von Kanada über den Niagara River begann. Die Brücke war 250 Meter lang und zweistöckig, für die Eisenbahn und für die Straße. Der Bau dauerte insgesamt vier Jahre.
Während dieser Zeit begann er auch mit dem Bau einer Eisenbahnbrücke über den Kentucky River zwischen Lexington und Danville, die eine Spannweite von über 370 Metern haben sollte. Dieses Bauwerk wurde aber nie fertiggestellt, weil die Eisenbahngesellschaft Lexington and Danville Railroad vorher Konkurs anmelden musste.
1858 konstruierte Roebling die Allegheny Bridge (auch St. Clair Bridge, zweite Sixth Street Bridge) in Pittsburgh; auch dies war eine Hängebrücke, mit einer Gesamtlänge von 310 Metern und einer maximalen Spannweite von zweimal 100 Metern. Allerdings wurde sie bereits 1892 wieder abgerissen, weil ihre Dimensionen den gestiegenen Anforderungen nicht mehr genügten.
Während des Amerikanischen Bürgerkrieges kam Roeblings Arbeit vorübergehend zum Stillstand. Doch schon 1863 betreute er den Bau einer Brücke über den Ohio River in Cincinnati, die 1867 fertig wurde. Dieses Bauwerk, das später nach ihm John A. Roebling Suspension Bridge genannt wurde, war, bis zum Bau der Brooklyn Bridge, mit 322 Metern Spannweite die längste Hängebrücke der Welt.

### Brooklyn Bridge und Tod
1865 begann Roebling mit den Planungen für die Brooklyn Bridge, die den East River in New York überspannen und die Stadtteile Brooklyn und Manhattan verbinden sollte. Während Vermessungsarbeiten für einen Brückenpfeiler hatte er am 6. Juli 1869 in Fulton Ferry einen Unfall, in dessen Gefolge er sechzehn Tage später an einer Tetanusinfektion starb. Als glühender Anhänger der Homöopathie hatte Röbling eine schulmedizinische Behandlung abgelehnt und die Wunde nur mit Wasser behandelt. Am 25. Juli wurde John Augustus Roebling unter Anteilnahme Tausender in Trenton beigesetzt.
Sein Sohn, Washington Augustus Roebling, setzte die Arbeit fort, erkrankte aber drei Jahre später und wurde teilweise gelähmt. Seine Frau Emily Warren Roebling übernahm die Bauleitung und vollendete das Werk, obwohl sie nicht vom Fach war. Am 24. Mai 1883 überquerte sie als erster Mensch die Brücke.
J. A. Roeblings Söhne Washington Augustus Roebling (1837–1926), Ferdinand William Roebling (1842–1917) und Charles Gustavus Roebling (1849–1918) betrieben gemeinsam die Firma John A. Roebling’s Sons Company in Trenton und Roebling (der Ort erhielt seinen Namen nach Charles G. Roebling). Von 1859 bis 1955 lieferte die Roebling Wire Company/John A. Roebling’s Sons Company Stahlseile für 24 Hängebrücken in den Vereinigten Staaten, Quebec, Kanada, und El Salvador, u. a. für die George Washington Bridge in New York und die Golden Gate Bridge bei San Francisco. Für einige dieser Brücken erstellten sie auch die Pläne. Die Anlagen wurden 1974 stillgelegt.

## Bauten

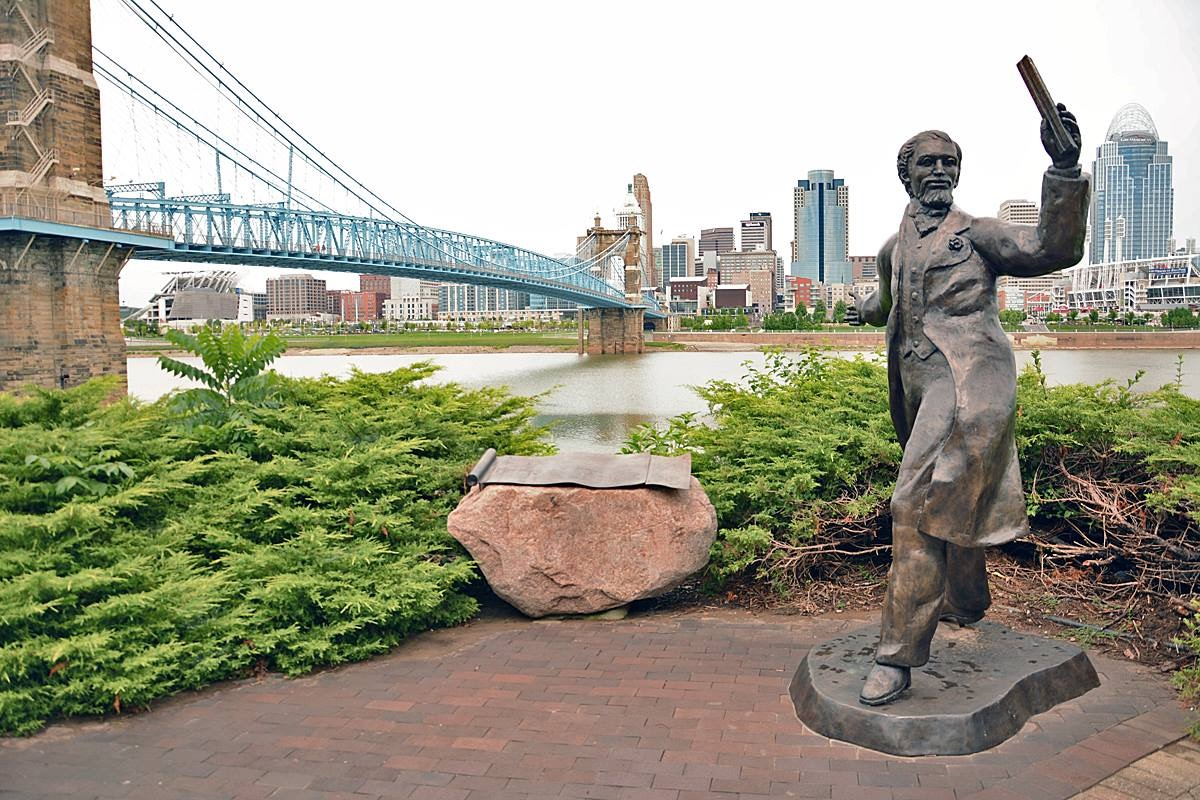
Denkmal für John Augustus Roebling bei Cincinnati

- 1844 Allegheny-Aquädukt, Pittsburgh, Spannweite 50 Meter
- 1846 Smithfield-Brücke, Pittsburgh, Spannweite 57 Meter
- 1848 Lackawaxen-Aquädukt, Spannweite zweimal 35 Meter
- 1849 Delaware-Aquädukt, Spannweite 4 mal 40 Meter
- 1850 High-Falls-Aquädukt, Spannweite 44 Meter
- 1850 Neversink-Aquädukt, Spannweite 52 Meter
- 1854 Niagara-Falls-Hängebrücke, New York-Kanada, Spannweite 250 Meter
- 1859 Allegheny-Brücke, Pittsburgh, Spannweite 105 Meter
- 1867 John-A.-Roebling-Hängebrücke über den Ohio River, Spannweite 304 Meter
- 1869 Waco-Hängebrücke in Waco, Spannweite 145 Meter
- 1883 Brooklyn Bridge, New York, Spannweite 486 Meter

## Werke
- Tagebuch meiner Reise von Mühlhausen in Thüringen über Bremen nach den Vereinigten Staaten von Nordamerika im Jahre 1831, geschrieben für meine Freunde. Eschwege, 1832
- Tagebuch meiner Reise von Mühlhausen in Thüringen über Bremen nach den Vereinigten Staaten im Jahre 1831. Durch zeitgenössische Texte und Abbildungen kommentierte Ausgabe, hrsg. von Iris Roebling unter Mitarbeit von Eyk Henze, Halle 2006, ISBN 978-3-89812-388-4

## Ehrungen
- 1876 wurde eine Gedenktafel am Geburtshaus in Mühlhausen angebracht; der Entwurf stammte von dem New Yorker Bildhauer Henry Baerer, der ebenfalls aus Deutschland stammte.
- 1883 wurde die Kurze Görmarstraße in Mühlhausen, in der sein Geburtshaus steht, in Röblingstraße umbenannt.[7] In Berlin-Schöneberg wurde 1913 der nördliche Teil und 1935 der in Berlin-Tempelhof liegende südliche Teil (bis dahin ein Abschnitt der Schöneberger Straße) der heutigen Röblingstraße nach ihm benannt.[8] Im Norden Erfurts trägt ebenfalls eine Straße seinen Namen, ebenso wie in Heidelberg die Roeblingstraße im Mark-Twain-Village.
- Nach Johann Röbling benannte Parks gibt es in den beiden benachbarten Städten im Bundesstaat New Jersey, Trenton und Florence-Roebling (Burlington County), wo früher die Anlagen der John A. Roebling’s Sons Company („Roebling Steel Mill“) gestanden hatten.

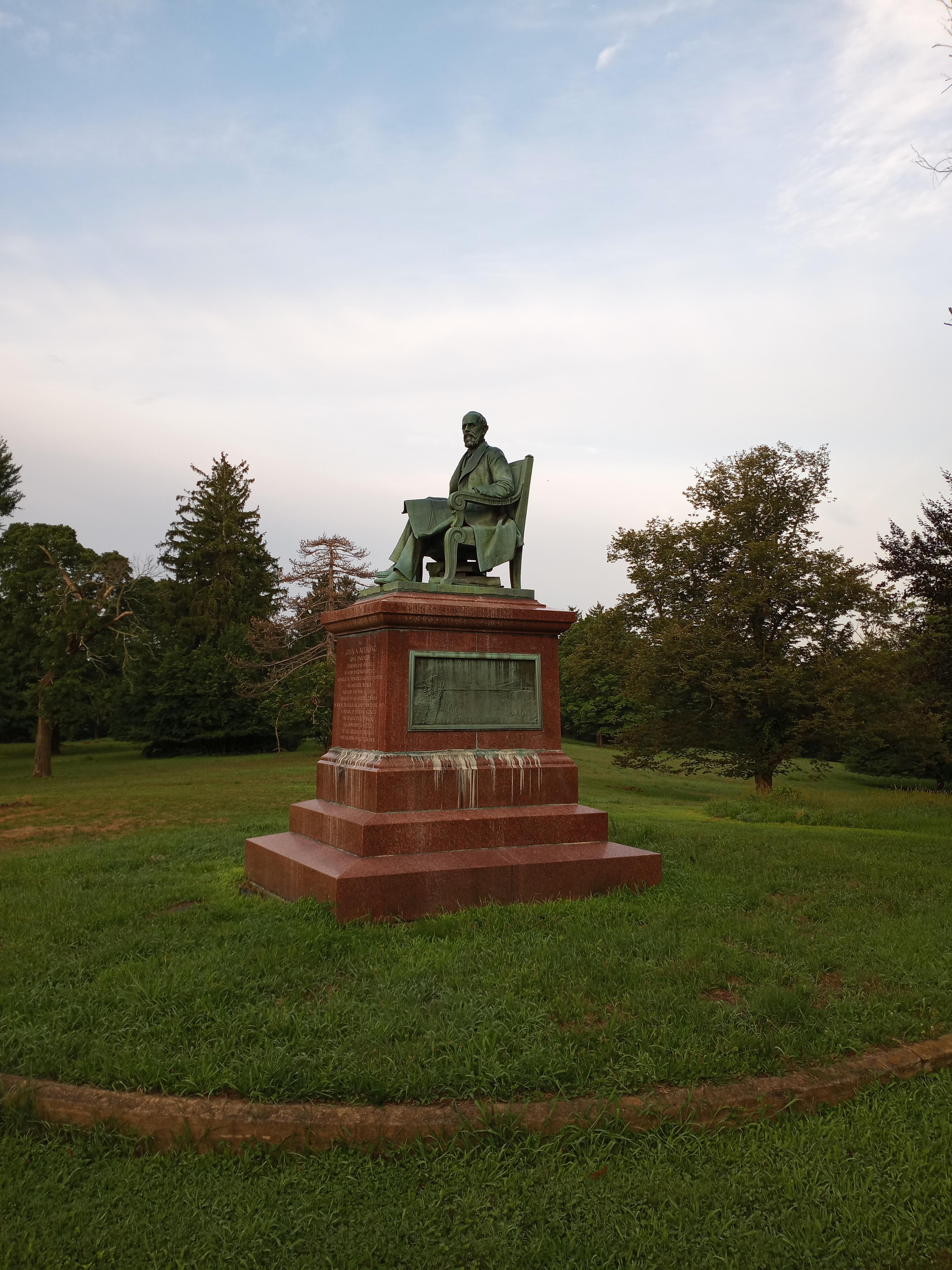
Denkmal im Cadwalader Park, Trenton

- Denkmal im Cadwalader Park, TrentonIm Sommer 1908 wurde im Cadwalader-Park in Trenton (New Jersey) ihm zu Ehren eine auf einem würfelförmigen Podest sitzende Bronzestatue errichtet und vor 15.000 Zuschauern enthüllt.[9] Die Inschrift auf dem Sockel lautet übersetzt:[10]

„Bauingenieur / Gestalter und Erbauer vieler Hängebrucken / Begründer der größten Industrieanlage in Trenton / Ein tatkräftiger Arbeiter / Erfinder und Mann der Tat / Hingebungsvoll gegenüber seiner Wahlheimat / an deren Fortschritt er unerschütterlich glaubte / Ein Freund der Künste und Wissenschaften / und Wohltäter der Menschheit / Dieses Denkmal wurde errichtet / von den Bürgern Trentons / und seinen Söhnen im Jahr 1908“

- Die Deutsche Post gab 2006 zu seinem 200. Geburtstag eine Gedenkbriefmarke heraus (Michel-Nr. 2546).
- Seit 2002 findet in Mühlhausen jährlich (mit Unterbrechung durch die COVID-19-Pandemie) der Röblinglauf als Benefizveranstaltung statt, 2013 wurde eigens ein Verein hierfür gegründet.[11]
- Auf dem Mühlhäuser Untermarkt wurde am 11. Mai 2007 im Beisein seines Ururenkels Kriss Roebling eine lebensgroße Bronzestatue (nach einem Entwurf von Werner Löwe) eingeweiht.[12]

- In Mühlhausen wurde die Johann-August-Röbling-Schule, eine berufsbildende Schule für Gesundheit und Soziales, nach ihm benannt.